# КК Црвена звезда сезона 1949/50.
Сезона 1949/50. КК Црвена звезда обухвата све резултате и остале информације везане за наступ Црвене звезде у сезони 1949/50. С обзиром да се цело првенство играло по двокружном лига систему али само у једно календарској години, ова сезона се заправо односи само на 1950. годину.

## Тим
| бр     | бр     | Позиција | Име                | Националност                                     | Напомене             |
| ------ | ------ | -------- | ------------------ | ------------------------------------------------ | -------------------- |
|        |        |          | Небојша Поповић    | Социјалистичка Федеративна Република Југославија | истовремено и тренер |
|        |        |          | Срђан Калембер     | Социјалистичка Федеративна Република Југославија |                      |
|        |        |          | Александар Гец     | Социјалистичка Федеративна Република Југославија |                      |
|        |        |          | Ладислав Демшар    | Социјалистичка Федеративна Република Југославија |                      |
|        |        |          | Тулио Роклицер     | Социјалистичка Федеративна Република Југославија |                      |
|        |        |          | Милан Бјегојевић   | Социјалистичка Федеративна Република Југославија |                      |
|        |        |          | Страхиња Алагић    | Социјалистичка Федеративна Република Југославија |                      |
|        |        |          | Милорад Соколовић  | Социјалистичка Федеративна Република Југославија |                      |
|        |        |          | Борко Јовановић    | Социјалистичка Федеративна Република Југославија |                      |
|        |        |          | Стеван Алексић     | Социјалистичка Федеративна Република Југославија |                      |
|        |        |          | Ђорђе Андријашевић | Социјалистичка Федеративна Република Југославија |                      |
|        |        |          | Борислав Ћурчић    | Социјалистичка Федеративна Република Југославија |                      |
|        |        |          | Димитрије Крстић   | Социјалистичка Федеративна Република Југославија |                      |
| Тренер | Тренер | Тренер   | Небојша Поповић    | Социјалистичка Федеративна Република Југославија |                      |

## Првенство Југославије
Борба за прво место између Црвене звезде и Партизана вођена је до последњег кола. Супарници су на крају сакупили по 32 бода али је Звезда била првак због боље кош разлике.
|     | Тим                | Игр. | Поб. | Пор. | П+  | П-  | Бод |
| --- | ------------------ | ---- | ---- | ---- | --- | --- | --- |
| 1.  | Црвена звезда      | 18   | 16   | 2    | 839 | 565 | 32  |
| 2.  | Партизан           | 18   | 16   | 2    | 791 | 613 | 32  |
| 3.  | Железничар Љубљана | 18   | 11   | 7    | 691 | 635 | 22  |
| 4.  | Металац Београд    | 18   | 10   | 8    | 656 | 697 | 20  |
| 5.  | Младост Загреб     | 18   | 9    | 9    | 626 | 615 | 18  |
| 6.  | Железничар Београд | 18   | 8    | 10   | 676 | 658 | 16  |
| 7.  | Задар              | 18   | 7    | 11   | 543 | 645 | 14  |
| 8.  | Јединство Загреб   | 18   | 5    | 13   | 684 | 766 | 10  |
| 9.  | Пролетер Зрењанин  | 18   | 5    | 13   | 572 | 689 | 10  |
| 10. | Енотност Љубљана   | 18   | 3    | 15   | 614 | 809 | 6   |